# Placówka Straży Celnej „Strzyżewo”

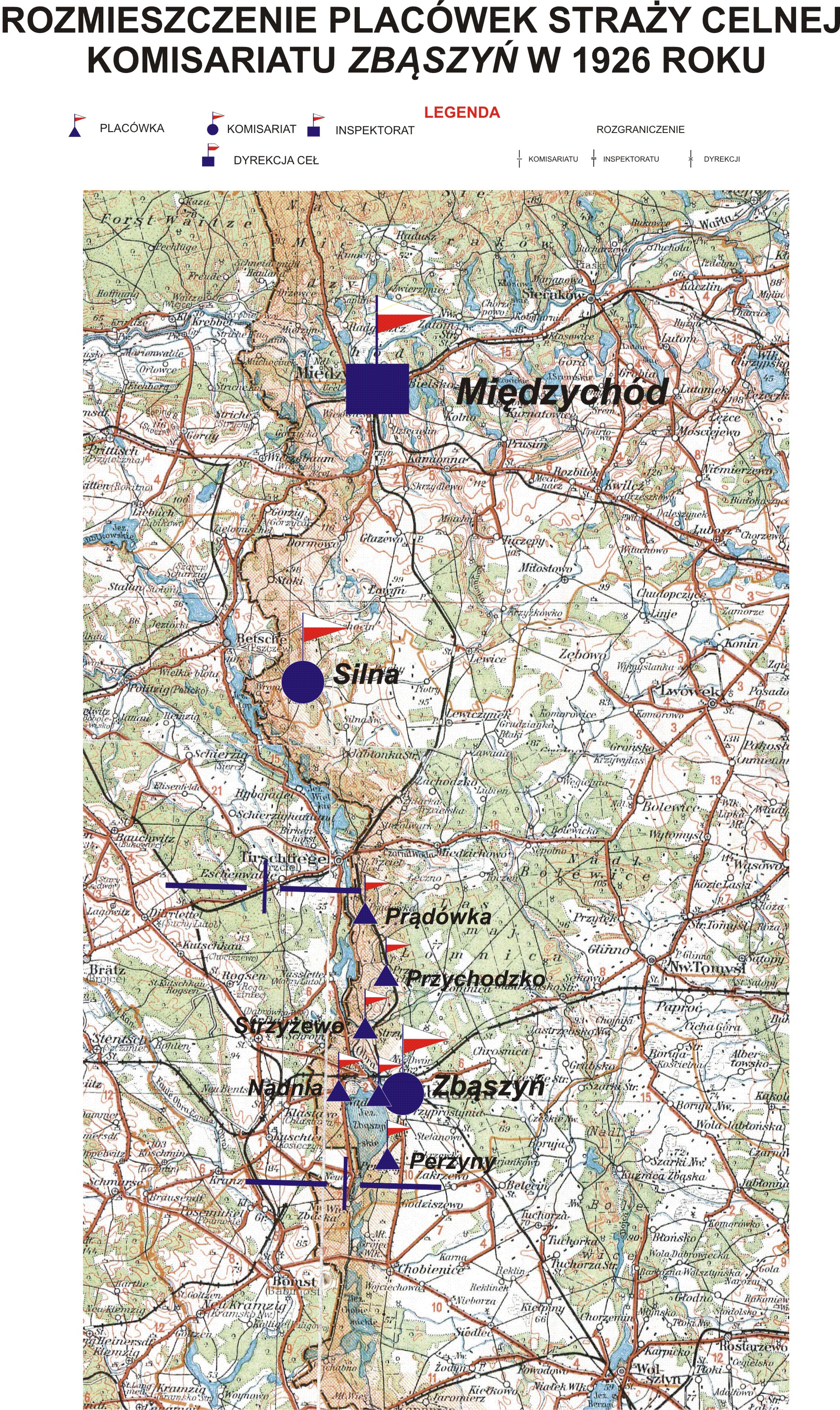
Rozmieszczenie placówek Straży Celnej Komisariatu Zbąszyń

Placówka Straży Celnej „Strzyżewo” – jednostka organizacyjna Straży Celnej pełniąca w okresie międzywojennym służbę ochronną na granicy polsko-niemieckiej.

## Formowanie i zmiany organizacyjne
Na wniosek Ministerstwa Skarbu, uchwałą z 10 marca 1920 roku, powołano do życia Straż Celną. Od połowy 1921 roku jednostki Straży Celnej rozpoczęły przejmowanie odcinków granicy od pododdziałów Batalionów Celnych. W 1921 roku w Zbąszyniu stacjonował sztab 1 kompanii 17 batalionu celnego. Kompania wystawiała między innymi placówkę w Strzyżewie. Proces tworzenia Straży Celnej trwał do końca 1922 roku. Placówka Straży Celnej „Strzyżewo” weszła w podporządkowanie komisariatu Straży Celnej „Zbąszyń” z Inspektoratu SC „Międzychód”.
W drugiej połowie 1927 roku przystąpiono do gruntownej reorganizacji Straży Celnej. W praktyce skutkowało to rozwiązaniem tej formacji granicznej. Ochronę północnej, zachodniej i południowej granicy państwa przejęła powołana z dniem 2 kwietnia 1928 roku Straż Graniczna.
Rozkazem nr 3 z 25 kwietnia 1928 roku w sprawie organizacji Wielkopolskiego Inspektoratu Okręgowego dowódca Straży Granicznej gen. bryg. Stefan Pasławski określił strukturę organizacyjną komisariatu SG „Zbąszyń”. Placówka Straży Granicznej I linii „Strzyżewo” znalazła się w jego strukturze.

## Funkcjonariusze placówki
Kierownicy placówki
| stopień          | imię i nazwisko, numer    | okres pełnienia służby |
| ---------------- | ------------------------- | ---------------------- |
| starszy strażnik | Ignacy Szymanowski (1296) | był w 1926             |

Obsada personalna placówki w 1926:
- starszy strażnik Ignacy Szymanowski (1296)
- starszy strażnik Bronisław Szczupacki (1303)
- strażnik Wawrzyn Jarosz (1088)
- strażnik Franciszek Poznań (788)
- strażnik Piotr Wodziński (932)
- strażnik Antoni Góral (504)
- strażnik Bolesław Wandzioch (923)
- strażnik Kazimierz Pierog (1354)
- strażnik Władysław Walkowiak (925)